# Ел Серито (округ Риверсајд, Калифорнија)
Ел Серито (енгл. El Cerrito, Riverside County) насељено је место без административног статуса у америчкој савезној држави Калифорнија.

## Демографија
По попису из 2010. године број становника је 5.100, што је 510 (11,1%) становника више него 2000. године.
| Група             | 2000.         | 2010.         |
| Белци             | 2.601 (56,7%) | 2.181 (42,8%) |
| Афроамериканци    | 102 (2,2%)    | 91 (1,8%)     |
| Азијати           | 57 (1,2%)     | 95 (1,9%)     |
| Хиспаноамериканци | 1.708 (37,2%) | 2.657 (52,1%) |
| Укупно            | 4.590         | 5.100         |